# Aporodes floralis
Aporodes floralis — вид лускокрилих комах родини вогнівок-трав'янок (Crambidae).

## Поширення
Вид поширений на значній частині Європи,, в Алжирі, Сирії, Афганістані, Центральній Азії, північно-західній частині Індії та Ємені. Присутній у фауні України.

## Опис
Розмах крил 15-20 мм. Крила темно-фіолетові з сіро-коричневим візерунком.

## Спосіб життя
Метелики літають з травня до жовтня, залежно від місця розташування. Є два покоління на рік. Гусениці живляться листям артишоку іспанського (Cynara cardunculus) та берізки польової (Convolvulus arvensis).